# Jacob Sánchez
Jacob Sánchez Dalmau (Torrelles de Llobregat, 1991. augusztus 28. –) spanyol labdarúgó, aki jelenleg klub nélküli.

## Pályafutása
A 2010-11-es szezonban debütált a Santa Marta csapatában a felnőttek között. 2012. május 26-án csatlakozott a spanyol első osztályban szereplő Real Madridhoz, de először a Real Madrid C, majd a Real Madrid B csapatához.